# Раевская, Екатерина Александровна
Екатерина Александровна Раевская (8 июля 1915, Петергоф, Петроградская губерния — 2001) — советский архитектор. Лауреат премии Совета Министров СССР (1973).

## Биография

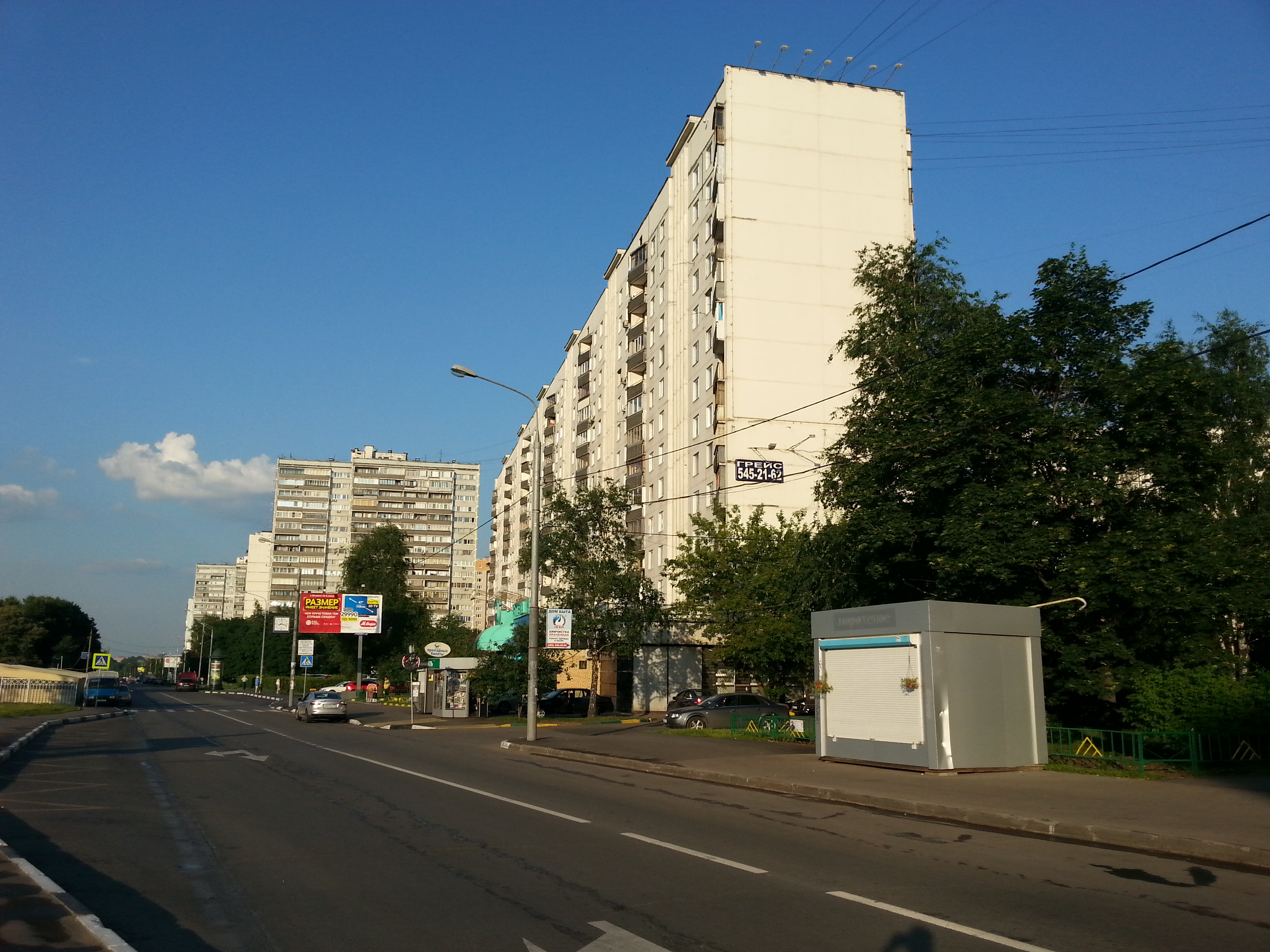
Застройка Давыдкова (Славянский бульвар)

Екатерина Александровна Раевская родилась 8 июля 1915 года в Петергофе в семье Александра Александровича и Надежды Богдановны Раевских. В 1941 году окончила Московский архитектурный институт со званием архитектора.
Во время Великой Отечественной войны работала на 2-м Московском авторемонтном заводе. В 1942—1944 годах работала архитектором в архитектурной мастерской Наркомпроса по проектированию жилых и общественных зданий Москвы. С 1944 года работала в мастерской № 4 профессора В. Г. Гельфрейха. Под его руководством работала над проектом планировки разрушенных войной городов Орла и Ржева, проектом реставрации и реконструкции здания театра в Ростове-на-Дону. Через пару лет по проекту Е. А. Раевской был выполнен интерьер зала техники библиотеки имени В. И. Ленина в Москве. В 1949—1954 годах по её проекту (в соавторстве с А. В. Афанасьевым) было построено здание Центрального Комитета Компартии Туркменской ССР в Ашхабаде.
С 1951 года работала в Моспроекте, в мастерской № 4, занимавшейся застройкой Киевского и Кунцевского районов Москвы. Занимала должность главного архитектора проектов в бригаде, руководимой А. В. Афанасьевым. В составе коллектива занималась проектированием застройки района Фили-Мазилово. Была соавтором кварталов № 58, 59 и 69 этого района, последний из которых был отмечен техническим советом как удачный пример новой застройки. При участии Е. А. Раевской на основе серии 1605-АМ были разработаны пятиэтажные и девятиэтажные дома с лоджиями 1605-АМ/Л, утверждённые в качестве типового проекта для Москвы. Этими домами застраивался квартал № 20 на Рублёвском шоссе, в проектировании которого она принимала участие.
Следующей крупной работой Е. А. Раевской стало проектирование и застройка Давыдкова на территории около 40 га, занимающей пологий склон холма спускающегося от Кутузовского проспекта к пойме реки Сетунь. Здесь строились опробованные ранее варианты крупнопанельных домов второго домостроительного комбината, имевшие 9 и 12 этажей, а также 13- и 19-этажные дома других серий. Среди других работ Е. А. Раевской первой половины 1970-х годов: комплекс рыболовно-охотничей базы на Иваньковском водохранилище, «здание-трилистник» в Кунцеве, участие в разработке внутренней отделки Дома Советов РСФСР.
Е. А. Раевская также выполнила проекты посольства СССР в ФРГ и посольства СССР в Норвегии, Академии МВД СССР, 25-этажного жилого дома и домов ЦК КПСС в 1979—1985 годах.
Член Союза архитекторов СССР с 1944 года. Член бюро секции секции Союза архитекторов в мастерской № 4. Неоднократно избиралась в цехком мастерской.
Была замужем за Георгием Васильевичем Суховым. Вышла на пенсию в 1985 году. Умерла в 2001 году.

## Награды
- Премия Совета Министров СССР (1973) — за проектирование и строительство жилого комплекса вдоль Минского шоссе в Давыдкове (в составе коллектива)[9]
- Диплом I степени ВДНХ[1]
- Медаль «За трудовую доблесть»[3]